# Culte de la personnalité de Mao Zedong

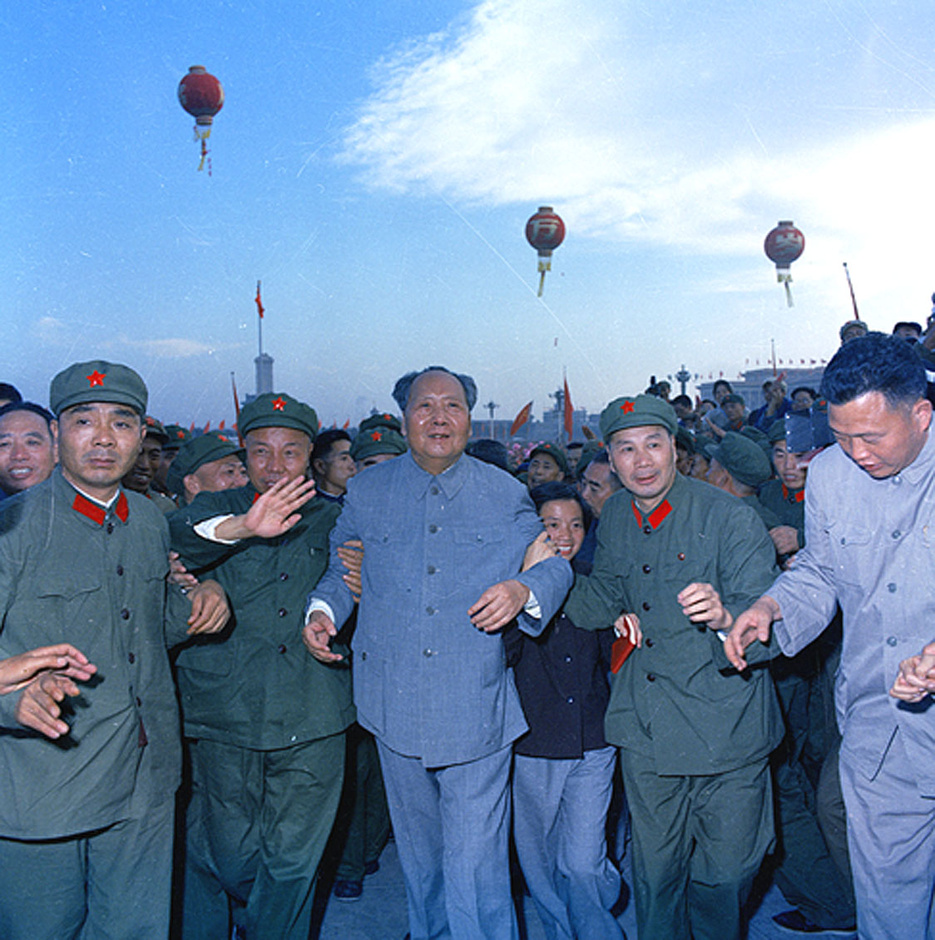
Mao Zedong avec les gardes rouges pendant la révolution culturelle (1966).

Le culte de la personnalité de Mao Zedong a glorifié Mao Zedong depuis la Longue Marche jusqu'à sa mort en 1976 à la fin de la révolution culturelle. Les médias de masse, la propagande et une série d'autres techniques ont été utilisées par le Parti communiste pour élever le statut de Mao Zedong à celui d'un leader héroïque infaillible, capable de se dresser contre l'Occident et de guider la Chine à devenir un leader du communisme. Le culte est une imitation du culte de Joseph Staline.
Après la révolution culturelle, Deng Xiaoping et d'autres ont lancé le programme « Boluan Fanzheng » qui a invalidé la révolution culturelle et abandonné (et interdit) l'idéologie du culte de la personnalité,,. Cependant, depuis que Xi Jinping a succédé au poste de secrétaire général du Parti communiste chinois en 2012, le culte de la personnalité a de nouveau été promu en Chine,.

## Historique

### Origine
Le culte de la personnalité de Mao Zedong commence avec la longue marche (1935-1936), lors de laquelle il s’impose comme un leader charismatique. De nombreux chercheurs considèrent également la « campagne de rectification de Yan'an » comme l'origine du culte de la personnalité de Mao,,. 

### Développement

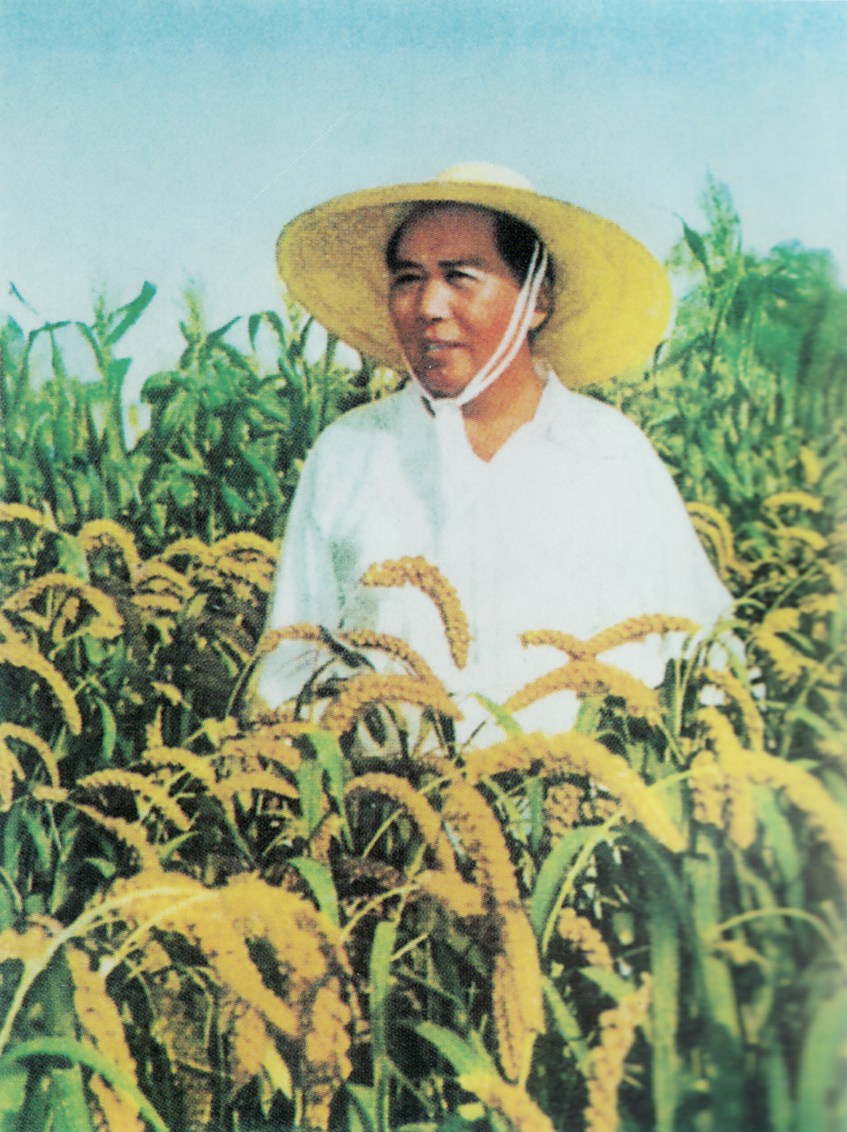
Mao Zedong dans un champ de céréales vers 1950, une photographie de Hou Bo (sa photographe officielle) illustrant le Petit Livre rouge.

De la prise du pouvoir en 1949 jusqu'en 1976, le régime communiste chinois s'est identifié « à un seul homme, à un seul visage reproduit à des milliards d'exemplaires sur tous les supports imaginables ». Certains portraits de Mao connaîtront une diffusion de plus d'un milliard de copies. 
En 1957, Mao a lancé la « campagne anti-droitiste », qui était considérée comme une continuation de la « campagne de rectification de Yan'an » et a consolidé davantage le pouvoir du Parti communiste et de Mao en Chine continentale. Cependant, le « Grand bond en avant » a causé des dizaines de millions de morts pendant la « Grande famine chinoise », forçant Mao à prendre un rôle semi-retraité en 1962,. La réputation de Liu Shaoqi, le 2e président de la Chine, est devenue si élevée que le statut de Mao,. En réponse, Mao a lancé le « mouvement d'éducation socialiste » en 1963. 
De 1949 à 1962, Hou Bo sera la seule photographe officielle du Grand Timonier, le suivant dans tous ses déplacements et participant ainsi à la propagande du régime communiste,.

### Révolution culturelle

Une statue de Mao Zedong à Shenyang.

Le culte de Mao a atteint son apogée pendant la révolution culturelle chinoise (1966-1976). Ainsi pendant la révolution culturelle, le très officiel portrait de Mao Zedong de la place Tian'anmen, de Zhang Zhenshi, est diffusé à travers le pays à deux milliards deux cents millions d'exemplaires. De même le tableau de Liu Chunhua, Le président Mao va à Anyuan, réalisé en 1967 par Liu Chunhua,  est diffusé à 900 millions d'exemplaires pendant la révolution culturelle. Concernant le tableau La Cérémonie de la Fondation de la Nation de Dong Xiwen, présentant Mao Zedong déclarant la création de la République, l’artiste doit le repeindre à chaque fois qu’un personnage du tableau disparaît de la scène politique chinoise.
Pendant la révolution culturelle, le chant L'Orient est rouge est à la gloire de Mao.
L'Orient est rouge, le soleil se lève,
La Chine a vu naître Mao Zedong,
Il œuvre pour le bonheur du peuple,
Hourra, il est la grande étoile sauvant le peuple !
Le Président Mao aime le peuple,
Il est notre guide,
Pour créer une Chine nouvelle,
Hourra, il nous montre la voie de l'avenir !

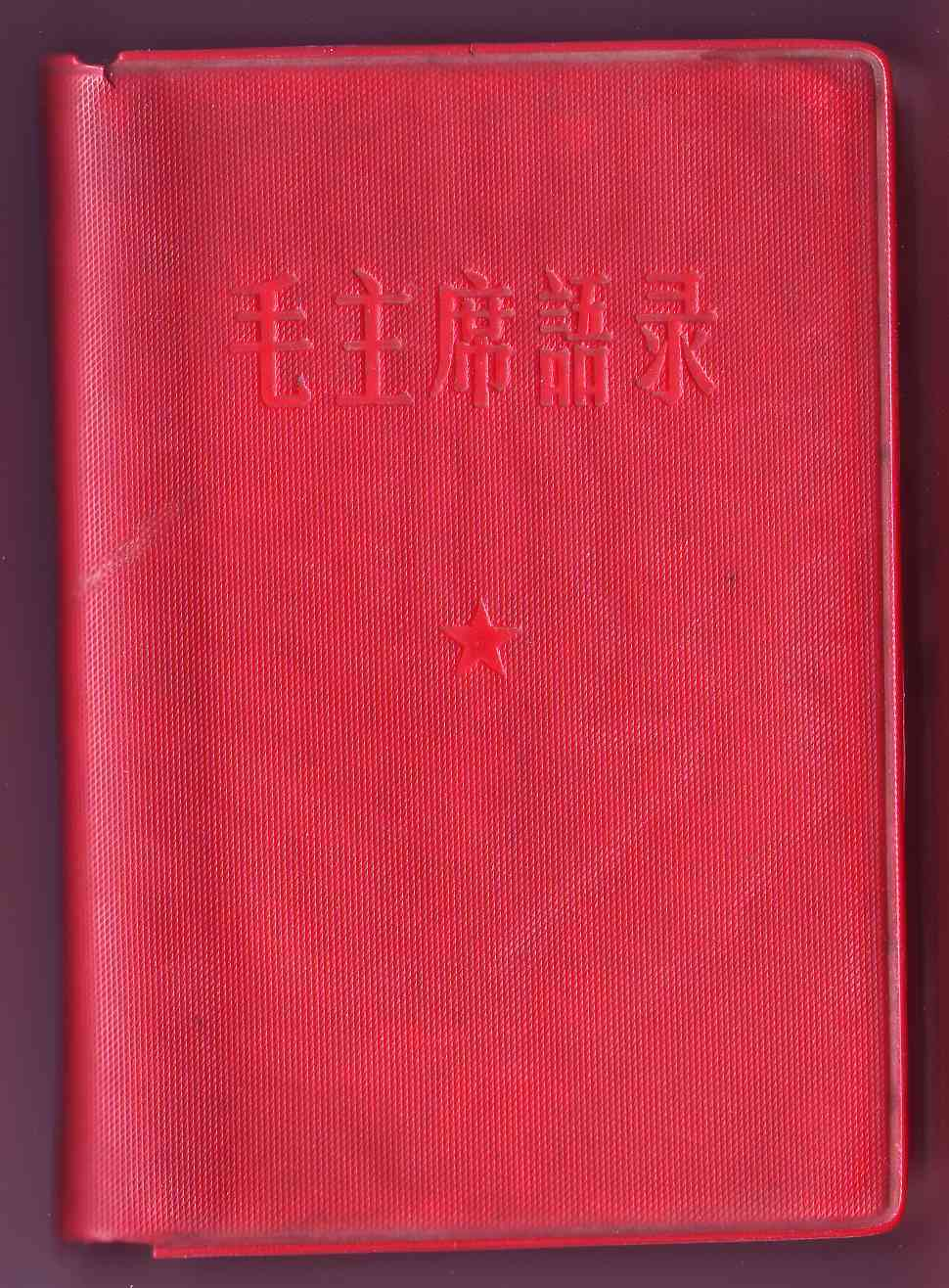
Petit livre rouge.

Les Citations du Président Mao Zedong, plus connues en français sous le nom de Petit livre rouge, est un des vecteurs les plus diffusés du culte de Mao Zedong : « L'Armée Populaire de la Libération est la Grande École de la pensée de Mao Zedong ».
L'universitaire Michel Bonnin indique que pour Mao, « régulièrement comparé à un soleil rouge, tout devait se fondre dans une unité immense et radieuse, dont il était bien sûr le centre ». Pour le sinologue Claude Hudelot une « véritable religion est née ».

## Répressions
Dans son ouvrage La Forêt en feu : essais sur la culture et la politique chinoises, le sinologue Simon Leys rapporte l'exécution d'un homme, d'une balle dans la nuque, coupable d'avoir dégradé un portrait de Mao Zedong. C'est sa propre fille, âgée de douze ans, qui a dénoncé le coupable! L'enfant est donnée en exemple par la propagande communiste, son héroîsme est mis en avant. Elle devient une « loyale enfant du Parti ». Simon Leys mentionne que si cette situation génère un scandale en occident, ce n'est rien en comparaison des réactions des Chinois. La piété filiale fait partie de la culture chinoise depuis deux mille cinq cents ans.
Le portrait de Mao Zedong de la place Tian'anmen a été plusieurs fois dégradé. Ainsi en 1989 lors des manifestations de la place Tian'anmen trois hommes originaires de la province du Hunan, Yu Zhijian, Yu Dongyue et Lu Decheng, jettent de la peinture sur le tableau de Mao Zedong,. Ces trois jeunes gens sont ensuite condamnés à des peines de prison, respectivement à la perpétuité, à vingt et seize ans de réclusion. Deux d'entre eux, Yu Zhijian et Lu Decheng, sont libérés au bout de dix ans, et Yu Dongyue l'est après une détention de dix-sept ans.
En mai 2007, Gu Haiou, un chômeur, venu de la province chinoise du Xinjiang a lancé un projectile enflammé sur le portrait de Mao Zedong et ce malgré la présence de centaines de policiers sur les lieux. Il a immédiatement été arrêté. Le tableau a gardé une tache noirâtre toute la journée avant d'être remplacé, pendant la nuit, par un tableau similaire. En mars 2015, un Chinois âgé de 42 ans, Sun Bing, a lancé un pot d'encre sur le tableau. Il a été condamné à quatorze mois de prison pour n'avoir « pas tenu compte des lois du pays, d'avoir suscité des troubles à l'ordre public et provoqué de graves désordres » selon le jugement du tribunal.

## Mémoire

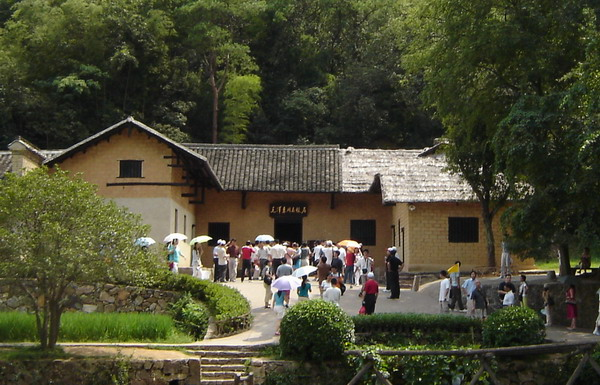
Maison natale de Mao.

En 2011, une exposition intitulée The Culture of the Cultural Revolution – Personality Cult and Political Design in Mao’s China s'est tenue au musée d’ethnologie de la ville de Vienne.
En 2013, lors du 120e anniversaire de sa naissance, des cérémonies ont eu lieu dans toute la Chine. Une vidéo intitulée Rêve chinois de Mao  évoque l'enfance du Grand Timonier et les épisodes glorieux de son règne.
Au XXIe siècle il apparaît un « tourisme rouge » autour du Grand Timonier. Ainsi le village natal de Mao Zedong, Shaoshan dans le Hunan, est toujours le lieu de pèlerinage pour de nombreux Chinois.
En 2019, le magazine Bitter Winter mentionne que plusieurs temples sont obligés d’afficher des portraits ou de détenir des sculptures des anciens et nouveaux dirigeants du Parti communiste chinois. Ainsi des représentations de Mao Zedong et Xi Jinping doivent être présentes.